# Coyllurqui (distrito)
O Distrito peruano de Coyllurqui é um dos seis distritos que formam a Província de Cotabambas, situada no Apurímac, pertencente a Região Apurímac, Peru.

## Transporte
O distrito de Coyllurqui é servido pela seguinte rodovia:
- AP-112, que liga a cidade de Curahuasi ao distrito de Progreso
- AP-113, que liga a cidade de Lambrama ao distrito
- AP-114, que liga a cidade de Cotabambas ao distrito
- PE-3SF, que liga o distrito de Anta (Região de Cusco) à cidade de Abancay (Região de Apurímac) [2][3][4]